# Episodi di Pianeta Terra - Cronaca di un'invasione (seconda stagione)
La seconda stagione della serie televisiva Pianeta Terra - Cronaca di un'invasione, composta da 22 episodi, è stata trasmessa in syndication dal 5 ottobre 1998 al 17 maggio 1999.
In Italia la stagione è inedita.
| nº | Titolo originale        | Titolo italiano | Prima TV USA     | Prima TV Italia |
| -- | ----------------------- | --------------- | ---------------- | --------------- |
| 1  | First of its Kind       |                 | 5 ottobre 1998   | inedito         |
| 2  | Atavus                  |                 | 12 ottobre 1998  | inedito         |
| 3  | A Stitch in Time        |                 | 19 ottobre 1998  | inedito         |
| 4  | Dimensions              |                 | 26 ottobre 1998  | inedito         |
| 5  | Moonscape               |                 | 2 novembre 1998  | inedito         |
| 6  | The Sleepers            |                 | 9 novembre 1998  | inedito         |
| 7  | Fissures                |                 | 16 novembre 1998 | inedito         |
| 8  | Redemption              |                 | 23 novembre 1998 | inedito         |
| 9  | Between Heaven and Hell |                 | 11 gennaio 1999  | inedito         |
| 10 | Isabel                  |                 | 28 dicembre 1998 | inedito         |
| 11 | The Gauntlet            |                 | 18 gennaio 1999  | inedito         |
| 12 | One Man's Castle        |                 | 25 gennaio 1999  | inedito         |
| 13 | Second Chances          |                 | 1º febbraio 1999 | inedito         |
| 14 | Payback                 |                 | 8 febbraio 1999  | inedito         |
| 15 | Friendly Fire           |                 | 15 febbraio 1999 | inedito         |
| 16 | Volunteers              |                 | 22 febbraio 1999 | inedito         |
| 17 | Bliss                   |                 | 1º marzo 1999    | inedito         |
| 18 | Highjacked              |                 | 19 aprile 1999   | inedito         |
| 19 | Defectors               |                 | 26 aprile 1999   | inedito         |
| 20 | Heroes & Heartbreak     |                 | 3 maggio 1999    | inedito         |
| 21 | Message in a Bottle     |                 | 10 maggio 1999   | inedito         |
| 22 | Crossfire               |                 | 17 maggio 1999   | inedito         |